# Nikolaja
Nikolaja je žensko osebno ime.

## Izvor imena
Ime Nikolaja je ženskega oblika moškega osebnega imena Nikolaj.

## Različice imena
- ženske različice imena: Nicol, Nicola, Nicole, Nicoleta, Nika, Nike, Niki, Nikica, Nikola, Nikole, Nikolet, Nikoleta, Nikolaja, Nikolina,
- moška različica imena: Nikica

## Pogostost imena
Po podatkih Statističnega urada Republike Slovenije je bilo na dan 31. decembra 2007 v Sloveniji število ženskih oseb z imenom Nikolaja: 174.

## Osebni praznik
Nikolaja je v koledarju uvrščena k imenu Nikolaj.